# Emilio Silva
Emilio Silva Barrera (Elizondo, Navarra, 9 de noviembre de 1965) es un sociólogo y periodista español, activista por la recuperación de la Memoria histórica. Además, es uno de los fundadores y presidente de la Asociación para la Recuperación de la Memoria Histórica (ARMH), un colectivo que lleva años buscando las fosas en las que fueron enterradas víctimas de la represión en la zona franquista durante la Guerra civil española y la posterior dictadura de Francisco Franco.

## Trayectoria
Aunque de joven quiso dedicarse a la poesía, se licenció en Sociología y Ciencias Políticas por la Universidad Complutense de Madrid (UCM), y ha dedicado la mayor parte de su vida profesional al periodismo. Dentro de su faceta periodística, fue director de contenidos del programa de televisión Caiga quien caiga durante la etapa de Manel Fuentes.
En el verano 1999, dejó su trabajo para escribir una novela relacionada con la historia de su familia durante la represión desatada por las tropas sublevadas con el general Franco y los paramilitares de falange a partir del golpe de Estado del 18 de julio de 1936. En marzo de 2000, tras una de las entrevistas que llevó a cabo para documentar la historia que había empezado a escribir, con el militante comunista y ex-preso político Arsenio Marco, localizó en Priaranza del Bierzo (León) el lugar en el que se encontraba la fosa común en la que había sido enterrado su abuelo, Emilio Silva Faba, junto a otros doce hombres. Todos ellos eran militantes de partidos de izquierdas y republicanos asesinados en el contexto de la Guerra civil española, por falangistas el 16 de octubre de 1936.
En septiembre de 2000, publicó un artículo en La Crónica de León titulado: "Mi abuelo también fue un desaparecido". En él se lamentaba de cómo la sociedad española había celebrado el conocido como caso Pinochet y no se hacía nada por la búsqueda de los miles de hombres y mujeres que habían desaparecido por la represión franquista, asesinados por los paramilitares falangistas que ocultaban sus cadáveres para multiplicar el dolor de sus familias y declarar su idea de que era mejor para España que quienes crearon el primero periodo democrático de su historia, durante la Segunda República Española, no deberían haber existido.
A raíz de la exhumación de la fosa en la que se encontraban los hoy conocidos como "los trece de Priaranza" fundó, junto a Palma Granados, Jorge López y Santiago Macías, la Asociación para la Recuperación de la Memoria Histórica (ARMH), de la cual es presidente. Dicha asociación se ha dedicado exclusivamente a la búsqueda de desaparecidos republicanos, los que no fueron rescatados ni por el franquismo ni por la democracia, exhumando numerosas fosas comunes y aportando numerosa documentación a personas que durante décadas no han sabido nada de sus seres queridos.
De 2007 a 2014, Silva trabajó como cargo de confianza política para la alcaldía del municipio madrileño de Rivas-Vaciamadrid. Además, ha trabajado como periodista en diversos medios de comunicación y forma parte del equipo del programa radiofónico La Cafetera de radiocable, que dirige el periodista Fernando Berlín, y donde Silva trata noticias relacionadas con la Memoria histórica. Por su implicación en la recuperación de la Memoria histórica de España y los procesos de exhumación de fosas comunes, Silva ha aparecido en varios documentales que narran estos procesos tales como Los caminos de la memoria (José Luis Peñafuerte, España, 2009), estrenado en el Festival Internacional de Cine de Valladolid, dentro de la sección oficial, Lesa Humanidad (Héctor Faver, España, 2017) y Pero que todos sepan que no he muerto (Bones of Contention, Andrea Weiss, Estados Unidos, 2017).

## Obra
- 2004 – La memoria de los olvidados: un debate sobre el silencio de la represión franquista. Con prólogo del historiador Paul Preston. Junto a Asunción Álvarez, Javier Castán y Pancho Salvador. Ámbito Ediciones. ISBN 978-8481831320.
- 2005 – Las fosas de Franco: La historia de los republicanos que Garzón quiere desenterrar. Junto a Santiago Macías. Temas de Hoy. Barcelona. ISBN 9788484607670.
- 2006 – Las fosas de Franco. Crónica de un desagravio. Temas de Hoy. Barcelona. ISBN 9788484604792.
- 2015 – Políticas de memoria y construcción de ciudadanía: contribuciones al congreso de La Granja de San Ildefonso, julio de 2008. Junto a Ariel Jerez. Postmetrópolis Editorial. Madrid. ISBN 978-8494450006.
- 2020 – Agujeros en el silencio: renglones de memoria contra la impunidad del franquismo 2000-2020. Postmetrópolis Editorial. ISBN 978-84-120187-2-1.
- 2025 - NÉBEDA. Alkibla. ISBN 978-84-949355-8-9